# عيسى وليد (لاعب كرة قدم إماراتي)
عيسى وليد عبيد البلوشي (مواليد 4 ديسمبر 1998) لاعب كرة قدم إماراتي يجيد اللعب كلاعب وسط.

## مسيرة اللاعب
لعب في نادي شباب الأهلي ونادي حتا ونادي الذيد ونادي جلف ونادي يونايتد.